# Chilo infuscatellus
Chilo infuscatellus là một loài bướm đêm trong họ Crambidae.
Loài này được mô tả bởi các nhà côn trùng học Hà Lan Samuel Constantinus Snellen van Vollenhoven vào năm 1890. Loài này được tìm thấy ở Ấn Độ, Myanmar, Tajikistan, Afghanistan, Triều Tiên, Đài Loan, Malaysia, Philippines và trên Java và Timor. 
Bướm trưởng thành có chiều dài cơ thể từ 30 đến 40 mm (1,2-1,6 in). Cánh sau có màu trắng kem với đầu cánh màu da vờ nhạt. 
Ấu trùng ăn một số lượng lớn các loài cây trong họ Poaceae; Chúng bao gồm yến mạch (Avena sativa), sả cỏ (Cymbopogon winterianus), cỏ Bermuda (Cynodon dactylon), cỏ Java (Cyperus rotundus), gạo rừng (Echinochloa colona), lúa mạch (hordeum vulgare), lúa gạo (Oryza sativa), kê (Panicum), ngọc kê (Pennisetum glaucum), mía (Saccharum officinarum), lúa miến (sorghum bicolor) và ngô (Zea mays). Ấu trùng non ăn lỗ nhỏ trên lá, Đặc biệt các màng bọc lá.